# Ayah (plaats)
Ayah is een bestuurslaag in het regentschap Kebumen van de provincie Midden-Java, Indonesië. Ayah telt 1489 inwoners (volkstelling 2010).